# Roger Clark
Cet article concerne le pilote de rallye anglais. Pour l'acteur irlandais-américain, voir Roger Clark (acteur).
Pour les articles homonymes, voir Clark.
Roger Albert Clark, né le 5 août 1939 à Narborough et mort le 12 janvier 1998 à Leicester, est un pilote de rallye anglais des années 1960 et 1970.

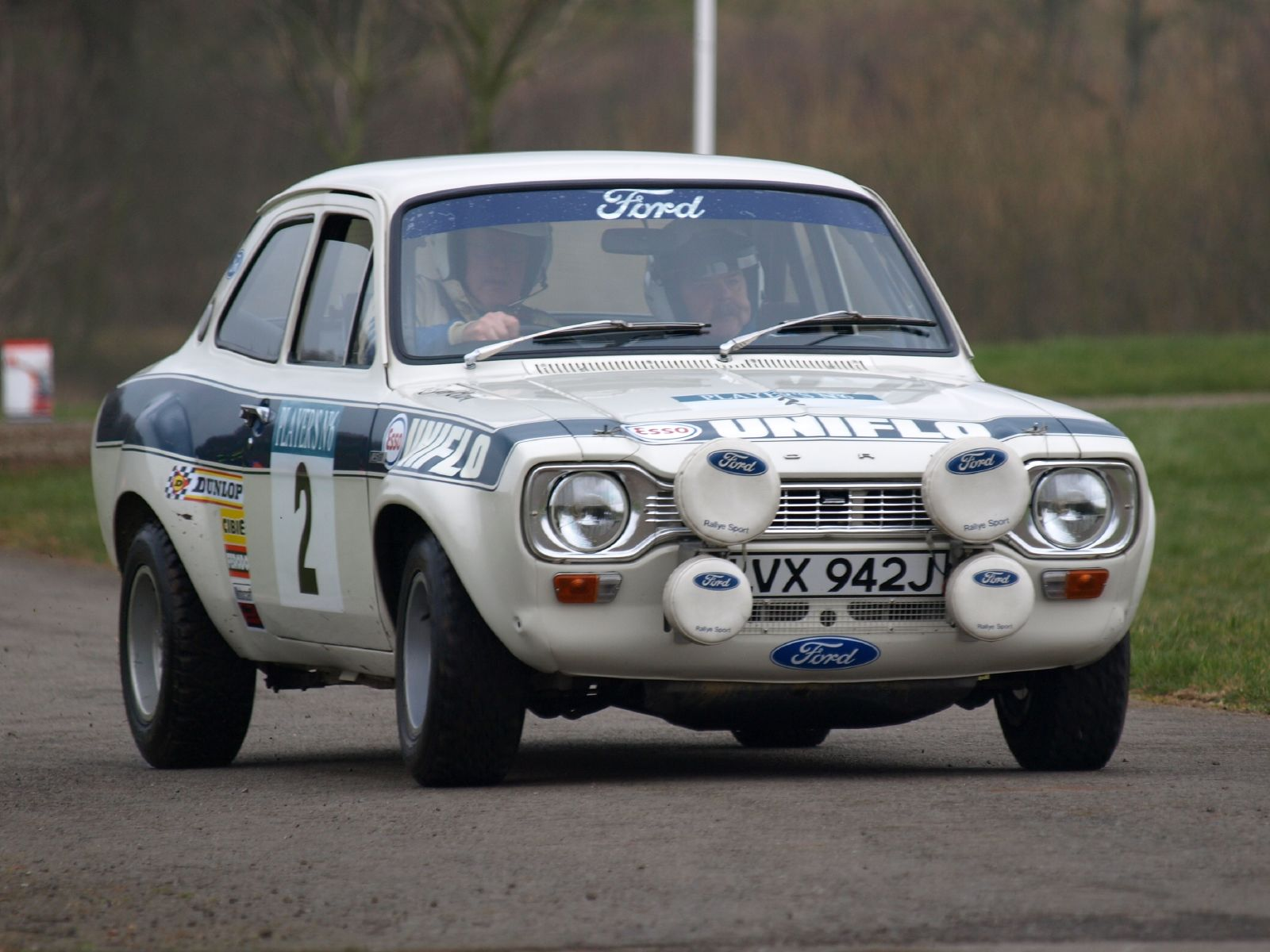
Roger Clark en 1972, vainqueur du RAC Rally sur Escort RS1600.

Il est le tout premier Britannique à vaincre dans une épreuve du WRC, en 1976, championnat auquel il participe de 1973 (1re apparition au Safari rally) à 1995 (RAC Rally), année de son retrait officiel de toute compétition.
Il fait ses débuts en course en 1956, dans un petit club proche de chez lui.
Au total, il remporte une quarantaine de courses, tant internationales que nationales. Il participe en tout à 21 compétitions comptant pour le WRC.
Son frère Stan est également un compétiteur de rallyes. Sur ses deux fils, Oliver remporte l’édition 2008 du championnat Time Attack UK series, participe au championnat du Pays de Galles des rallyes, ainsi qu'à la coupe FIA des conducteurs de voitures de production, et Matthey dirige l’entreprise familiale de construction de tuning cars Roger Clark Motorsport Ltd.
Dès sa création en 2004, le « classique » RAC Rally historique est dénommé  Roger Albert Clark Rally en son honneur (compétition réservée aux véhicules construits antérieurement à 1972), se déroulant sur des routes écossaises et du nord de l’Angleterre, différentes du parcours actuel du RAC rally.

## Palmarès

### Titres
- Quadruple Champion d'Angleterre des rallyes : 1965 (sur Ford Cortina CT), 1972, 1973, et 1975 (sur Ford Escort RS1600) (les quatre fois avec Jim Porter pour copilote);

(nb: il termine également 4e du championnat d'Europe en 1978)
- 1968 et 1969: participation officielle aux deux titres de Champion d'Europe des Marques pour Ford (avec Bengt Söderström, Ove Andersson, Hannu Mikkola et Gilbert Staepelaere), grâce à la Ford Escort TC (Twin Cam) (et à la Cortina-Lotus)[1];

### Quelques victoires
- Lombard RAC Rally WRC en 1976, sur Ford Escort RS1800 (copilote Stuart Pegg);
- Rallye de Chypre en 1978 (Ford Escort RS 1800 STW 200R, avec Jim Porter);
- Rallye des Tulipes en 1968 (Ford Escort TC, avec Jim Porter) (et Groupe 3);
- Lombard RAC Rally en 1972 (Ford Escort RS1600 - copilote Tony Mason);
- Circuit d'Irlande 1968, 1969, et 1970 (Ford Escort Twin Cam, puis RS 1600, avec Jim Porter);
- Rallye de l'Acropole en 1968 (Ford Escort Twin Cam, avec Jim Porter);
- Rallye d'Écosse à six reprises, en 1964, 1965, 1967 (Ford Cortina GT), 1968, 1973 et 1975 (Ford Escort RS1600,  avec Jim Porter);
- Rallye du Pays de Galles en 1972 (Ford Escort RS1600, avec Jim Porter);

- Podiums en ERC / WRC:
  - 2e du rallye de l'Acropole en 1966 (Ford Lotus Cortina, avec Brian Melia), 1969 (Ford Escort TC, avec Jim Porter), et en 1977 (Ford Escort RS1800, avec Jim Porter);
  - 2e de la Coupe des Alpes en 1966 (Ford Lotus Cortina, avec Brian Melia);
  - 2e du rallye d'Écosse en 1972 (Ford Escort RS 1600, avec Jim Porter);
  - 2e du RAC rally en 1973 et 1975 (Ford Escort RS 1600, avec Tony Mason);
  - 3e du rallye Molson du Québec en 1977 (Ford Escort RS1800, avec Jim Porter).

(nb: Jim Porter a également remporté le Rallye autrichien des Alpes à deux reprises, en 1969 avec Hannu Mikkola (sur Ford Escort TC - ERC), et en 1971 avec Ove Andersson (sur Alpine A110 1600 - CIM). J. Porter et H. Mikkola ont encore gagné le Rallye de Nouvelle-Zélande en 1973 (hors WRC), sur Ford Escort RS1600)
- Autres courses notables :
  - 1er du Rallye Shell 4000 en 1967, copilote l'ontarien Jim Peters (Lotus Cortina 1 558 cm3);
  - 3e du rallye Shell 4000 en 1966 (et premier européen à terminer alors sur le podium, John Taylor ayant accompli le même exploit l'année précédente).

## Distinctions
- Membre de l'Ordre de l'Empire britannique en 1979;
- Segrave Trophy (en) en 1975 (personnalité britannique de l’année, ayant accomplie le plus bel exploit sportif mécanique).